# Cortil-Noirmont
Cortil-Noirmont (Waals: Corti-Noermont) is een plaats in de Belgische provincie Waals-Brabant en een deelgemeente van Chastre. Cortil-Noirmont bestaat uit de vergroeide kernen Cortil in het zuiden en Noirmont in het noorden.

## Geschiedenis
De Ferrariskaart uit de jaren 1770 toont de bijeen liggende dorpen Noirmont en Courtil.
Op het eind van het ancien régime werden Noirmont en Cortil beide een gemeente. In 1822 werden beide gemeente verenigd in de nieuwe gemeente Cortil-Noirmont.
In 1977 werd Cortil-Noirmont een deelgemeente van Chastre.

## Demografische ontwikkeling
- Bronnen:NIS, Opm:1831 tot en met 1970=volkstellingen, 1976= inwonersaantal op 31 december

## Bezienswaardigheden
- De Église Notre-Dame in Cortil
- De Église Saint-Pierre in Noirmont
- De Tumuli van Noirmont

Deelgemeenten: Chastre-Villeroux-Blanmont · Cortil-Noirmont · Gentinnes · Saint-Géry

Overige plaatsen: Blanmont · Chastre · Cortil · Noirmont · Villeroux

Belgische gemeenten · Arrondissement Nijvel · Waals-Brabant · Wallonië